# Čudnovata ciklama
Čudnovata ciklama (lat. Cyclamen mirabile) je vrsta višegodišnje biljke iz roda ciklama.

## Rasprostranjenost i stanište
Rasprostranjena je u jugozapadnoj Turskoj. Nastanjuje šume brucijskog bora (Pinus brutia) i makije tog područja na nadmorskoj visini između 400 i 1600 metara.

## Opis
Listovi su zaobljenog, gotovo srcolikog oblika. Na gornjoj, zelenoj površini imaju srebrnaste šare, a donja površina je najčešće crvenkasto-ružičaste boje. Vrlo često su jednako široki i dugi, ali i širi nego duži. Na rubovima su malo nazubljeni. Cvjetovi su mirisni, boja im je bijela do ružičasta. Svaka latica je duga 15-23 milimetara, a široka 4.5-7 milimetara. Na dnu latica nalazi se tamnoružičasto obojen dio, a njihovi rubovi su pomalo nazubljeni.

## Vanjske poveznice
- Pacific Bulb Society - Podatci i fotografije

Ostali projekti
|  | Zajednički poslužitelj ima još gradiva o temi Čudnovata ciklama |
|  | Wikivrste imaju podatke o taksonu Čudnovata ciklama             |